# Charles Henry Kahn
Charles Henry Kahn (* 29. Mai 1928 in New Iberia, Louisiana, USA; † 5. März 2023) war ein US-amerikanischer Klassischer Philologe und Philosophiehistoriker auf dem Gebiet der antiken Philosophie.

## Leben und Arbeitsschwerpunkte
Kahn erwarb den B.A. 1946 und den M.A. 1949 an der University of Chicago. Zum Doctor of Philosophy wurde er 1958 an der Columbia University, New York, promoviert. Er begann seine Laufbahn ebendort als Instructor (1957–1958), Assistant professor (1958–1963) und Associate professor (1963–1965), um als Associate professor an die University of Pennsylvania, Philadelphia, zu wechseln (1965–1968), an der er ab 1968 Professor war. 2012 wurde er emeritiert.
Gastprofessuren führten ihn an die American School of Classical Studies at Athens (1974–1975), an das Balliol College, University of Oxford (1979–1980) und zum College Clare Hall der University of Cambridge (1985).
Kahn arbeitete zur vorsokratischen Philosophie und zu Platon. Er ist bekannt für seine Analyse des griechischen Verbs „sein“. Ebenso maßgeblich sind seine Editionen der Fragmente des Anaximander und des Heraklit. 

## Auszeichnungen
Im Jahr 2000 wurde er zum Mitglied der American Academy of Arts and Sciences gewählt. 2014 erhielt er den Werner Jaeger Preis der deutschen Gesellschaft für antike Philosophie.

## Schriften (Auswahl)
- The Greek Verb ‘To Be’ and the Concept of Being. In: Foundations of Language 2.3 (1966) 245–265.
- Anaximander and the Origins of Greek Cosmology. Hackett, Indianapolis 1960.
- The verb ‘be’ in ancient Greek. Reidel, Dordrecht 1973; revised 2nd edition, Hackett, Indianapolis 2003.
- The Art and Thought of Heraclitus: An Edition of the Fragments with Translation and Commentary. Cambridge University Press, Cambridge 1979.
- Plato and the Socratic Dialogue: The Philosophical Use of a Literary Form. Cambridge University Press, Cambridge 1996.
- Pythagoras and the Pythagoreans: a brief history. Hackett, Indianapolis 2001.
- Charles H. Kahn: Essays on Being. Oxford University Press, Oxford 2009, ISBN 978-0-19-953480-7.
- Charles H. Kahn: Plato and the post-Socratic dialogue: the return to the philosophy of nature. Cambridge University Press, Cambridge, New York 2013, ISBN 978-1-4619-5357-9.